# Argentocricus stylifer
Argentocricus stylifer – gatunek dwuparca z rzędu Spirobolida i rodziny Rhinocricidae.
Gatunek ten opisany został w 2012 roku przez Richarda L. Hoffmana i Siergieja I. Gołowacza na podstawie dwóch okazów samców i jednej samicy, odłowionych w 1965 roku.
Holotypowy samiec ma około 85 mm długości i 9 mm średnicy oraz tułów złożony z 50 pierścieni, drugi z samców ma około 55 mm długości i 6 mm średnicy oraz tułów złożony z 52 pierścieni, a samica ma 63 mm długości i 7 mm średnicy oraz tułów złożony z 55 pierścieni. Ubarwienie tego wija jest ciemnoszarawobrązowe z jaśniejszym pierścieniowaniem, które może być żółtawe, żółtaworude lub rude. Jaśniejszą barwę mają także warga górna, wszystkie krawędzie collum, końcowa część epiproktu, paraprokty i hipoprokt. Oczy proste ustawione są na zaokrąglonych polach ocznych w 6 poziomych rzędów, a ich łączna liczba na każdym polu wynosi od 37 do 42. Powierzchnia pierścieni jest skórzasto urzeźbiona. Ozopory zaczynają się od szóstego pierścienia i położone są na szwach między mezozonitami a metazonitami lub bezpośrednio przed tymi szwami. Piłkowania są zredukowane na pierścieniu 5. i potem coraz większe do pierścienia 8. Epiprokt w widoku bocznym jest płaski, a w górnym prawie prostokątny i szeroko zaokrąglony, nieco wystaje poza równomiernie wypukłe paraprokty. Hipoprokt ma kształt poprzeczny, prawie trójkątny z szeroko zaokrągloną krawędzią. Przednia para gonopodów ma środkowy wyrostek sternalny długi i sztyletowaty, z niskim środkowym żeberkiem, a płytki biodrowe z wyraźnymi rowkami przy bocznych brzegach. Tylną powierzchnię tak długiego jak biodra telopoditu zdobi błoniasty pęcherzyk. Gonopody tylnej pary mają drobny ząbek na wierzchołkowej krawędzi solenomerytu.
Wij neotropikalny, znany wyłącznie z północnoargentyńskiego departamentu Cruz Alta.